# 明尼·明納韋

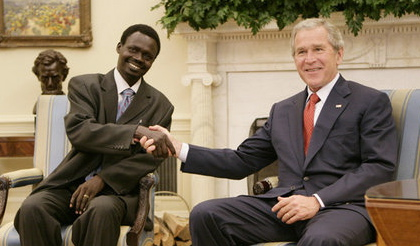
2006年明尼·明納韋簽訂和約後與美國總統小布什握手

明尼·明納韋（英語：Minni Arcua Minnawi；1968年12月12日—）是蘇丹解放運動最大派系的領導人。
2006年5月，明尼·明納韋領導的派系與蘇丹政府簽定了和約。不過蘇丹解放運動的其他派系，在和約簽定之後，仍然継續與蘇丹正規軍隊及牧民武裝部隊對抗。
2006年9月4日，明尼·明納韋表示不反對聯合國安理會的1706號決議，這項決議的內容是派出聯合國維和部隊到達爾富爾地區。
2021年8月10日，明尼·明納韋被任命為達爾富爾州州長。